# Austin 50
La 50 è un'autovettura prodotta dall'Austin dal 1910 al 1913.
Il modello, che successe all'Austin 60, era la vettura di punta della gamma offerta dalla casa automobilistica britannica. L'Austin 50 è stata lanciata sul mercato nel 1910 solamente con carrozzeria torpedo quattro posti a telaio corto. L'anno successivo a questo corpo vettura venne affiancata una versione limousine quattro porte a telaio lungo.
Durante il primo anno di commercializzazione, al modello venne installato un motore che derivava da quello dell'Austin 18/24. Le dimensioni dei cilindri era la medesima, con l'alesaggio che misurava 105 mm e la corsa 127 mm. Quest'ultima era determinata dall'albero a gomiti. Ciò che cambiava era il numero dei cilindri: infatti nell'Austin 50 erano sei in linea, mentre nella 18/24 erano quattro disposti nello stesso modo. La cilindrata crebbe quindi a 6.511 cm³. Entrambi i propulsori erano a valvole laterali. Nel 1911 il motore fu aggiornato, con l'aumento dell'alesaggio a 111 mm. L'albero a gomiti rimase lo stesso, e dunque la corsa restò invariata. La cilindrata raggiunse quindi i 7.373 cm³.
La produzione terminò nel 1913 con il lancio, l'anno successivo, della vettura erede, l'Austin 30.